# Фаудгюм
Фаудгюм (нід. Foudgum) — село в нідерландській провінції Фрисландія. Входить до муніципалітету Північно-Східна Фрисландія.
Його площа становить 3,39км², а населення станом на 2021 рік складало 75 осіб.
Перша згадка про населений пункт датується 944 роком.

## Галерея

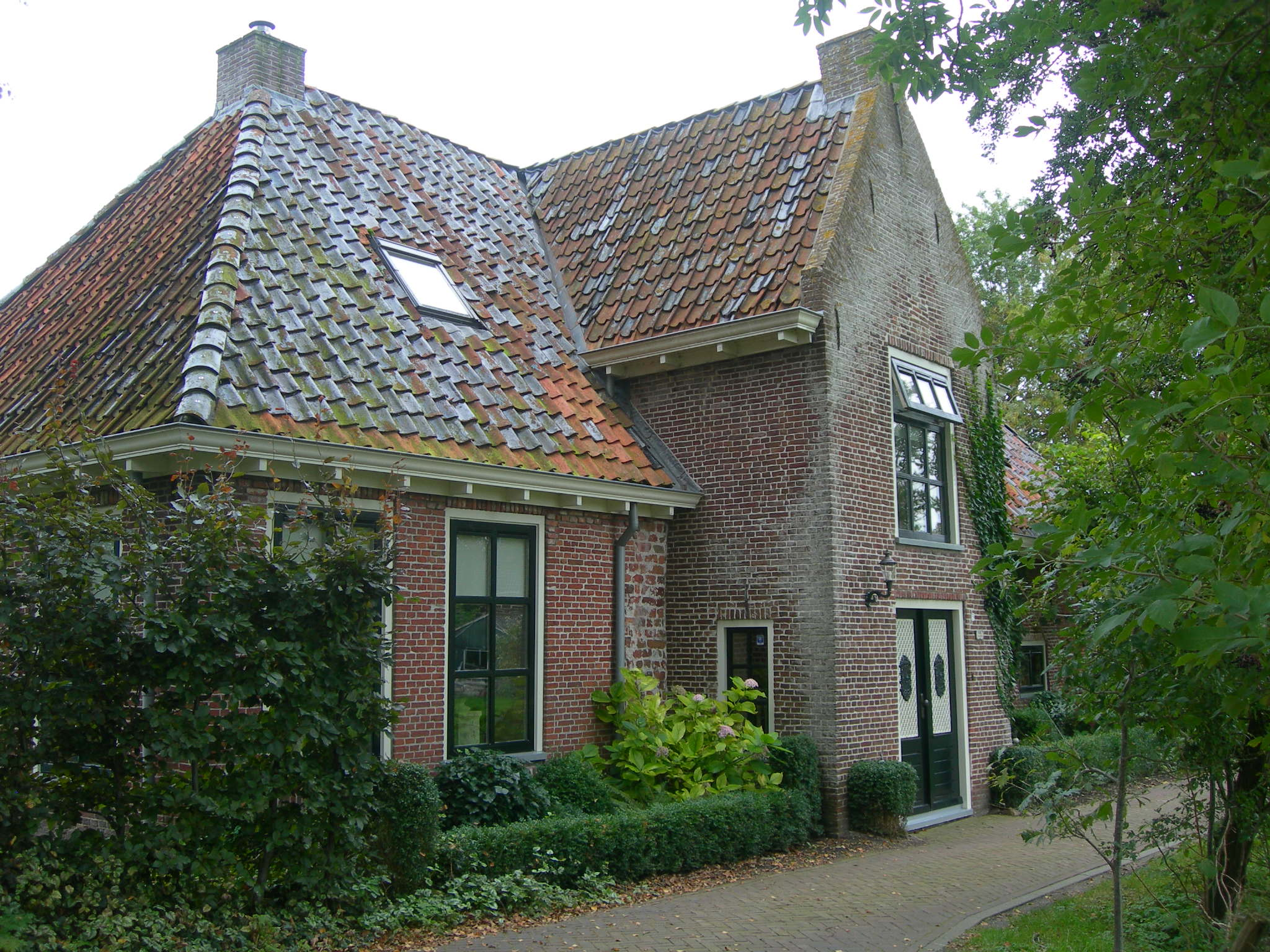
Будинок почту
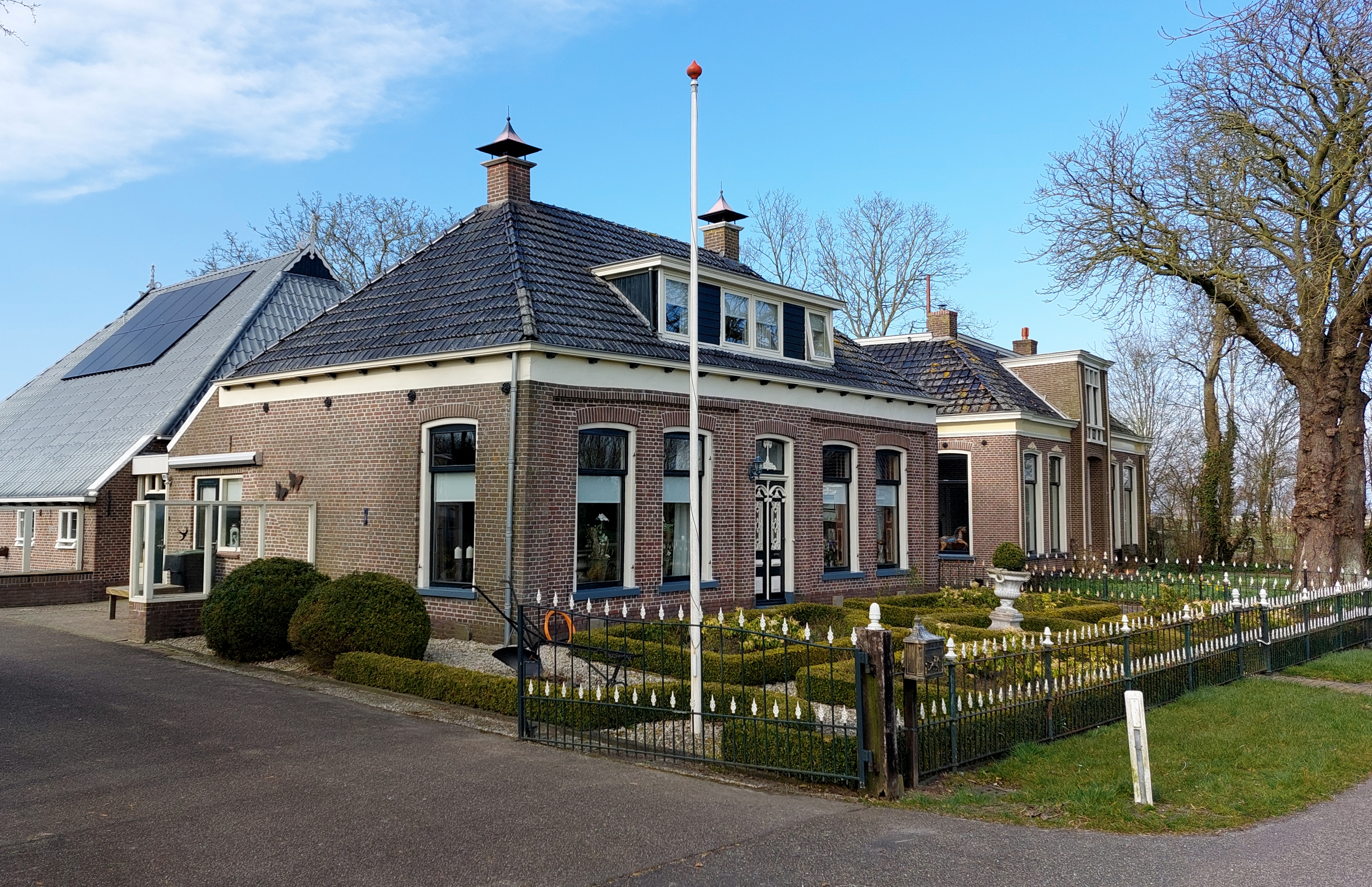
Сільська забудова
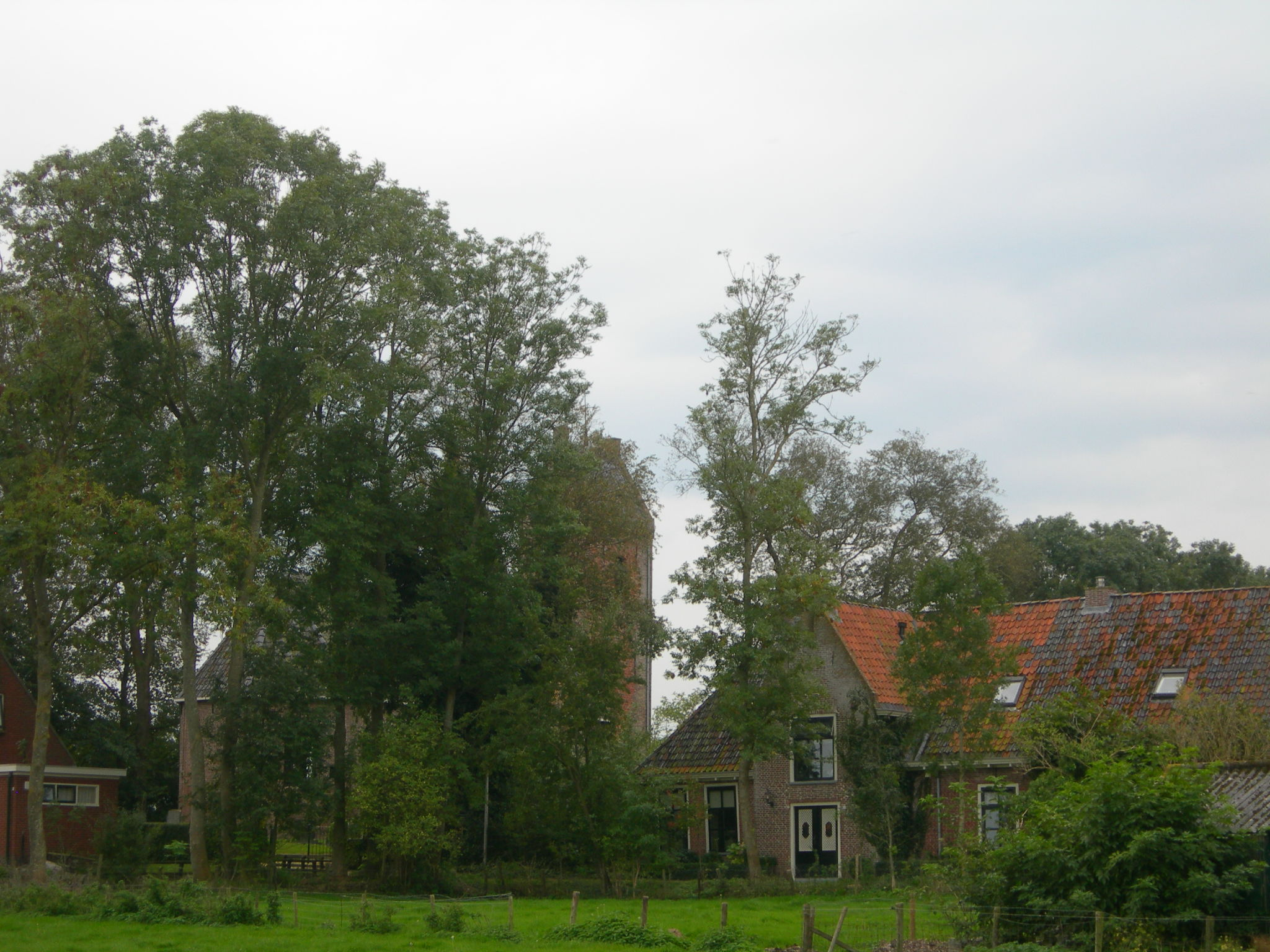
Вид на село